# MICEFA
MICEFA (Mission interuniversitaire de coordination des échanges franco-américains) est une organisation qui est partenaire avec plusieurs universités aux États-Unis et au Canada. 

## Historique
Elle a été créée en 1985 afin de promouvoir une coopération culturelle et scientifique entre l'Amérique du Nord et la France et elle organise des programmes d’échange avec les universités américaines,,,,,,,,,.

## Universités nord-américaines
Les partenaires nord-américains sont au nombre de 80 à travers les États-Unis et le Canada. 
- American University
- Université Baldwin Wallace
- Bellarmine University
- Université Columbia (échange médical uniquement)
- Centenary College of Louisiana
- Université d'État de Californie à Bakersfield
- Université d'État polytechnique de Californie à Pomona
- Université d'État polytechnique de Californie
- Université d'État de Californie à Channel Islands
- Université d'État de Californie à Chico
- Université d'État de Californie à Dominguez Hills
- Université d'État de Californie à East Bay
- Université d'État de Californie à Fresno
- Université d'État de Californie à Fullerton
- Université d'État de Humboldt
- Université d'État de Californie à Long Beach
- Université d'État de Californie à Los Angeles
- California Maritime Academy
- Université d'État de Californie à Monterey Bay
- Université d'État de Californie à Northridge
- Université d'État de Californie à Sacramento
- Université d'État de Californie à San Bernardino
- Université d'État de San Diego
- Université d'État de San Francisco
- Université d'État de San José
- Baruch College
- Brooklyn College
- City College of New York
- Cuny College of Staten Island
- Cuny Hunter College
- Cuny John Jay
- Cuny Lehman College
- Cuny Medgar Evers College
- Queens College
- Cuny Graduate Center
- Florida International University
- Université George Washington
- Glendon College à York University
- Université d'État de Louisiane
- Université Loyola de La Nouvelle-Orléans
- Manhattan College
- Université d'État McNeese
- Université d'État du Nouveau-Mexique
- Northern Arizona University
- Université Pace
- Université Rutgers
- Suny Binghamton University
- Suny College à Brockport
- Suny College à Geneseo
- Suny College à Potsdam
- Suny Institute of Technology
- Suny New Paltz
- Suny Oswego University
- Suny Plattsburgh
- Suny Purchase College
- Suny University à Albany
- Suny University à Buffalo
- Tarleton State University
- University of Connecticut
- University of Illinois à Chicago
- University of Louisiana à Lafayette
- University of Mary Washington
- Université de Miami
- Université du Nouveau-Brunswick
- Université de La Nouvelle-Orléans
- Université de Porto Rico
- University of Saskatchewan
- University of South Florida
- University of Texas à Austin
- University of Waterloo
- University of Wisconsin : Madison
- University of Wisconsin : Milwaukee
- Vanderbilt University
- Xavier University of Louisiana

## Universités françaises
Toutes les universités partenaires à Paris :
- Université de Cergy-Pontoise
- Université d'Évry-Val d'Essonne
- Université Paris Diderot Paris 7
- Université Paris-Sorbonne
- Université Panthéon-Sorbonne
- Université Paris-VIII
- Université Paris-Est Créteil Val-de-Marne
- Université Paris-Est Marne-la-Vallée
- Université Paris 13 Nord
- Université Paris Ouest Nanterre La Défense
- Université Sorbonne Nouvelle - Paris 3
- Université Paris-Sud
- Université Pierre-et-Marie-Curie
- Université de Versailles-Saint-Quentin-en-Yvelines
- Institut catholique de Paris
- Institut supérieur d'électronique de Paris (ISEP)